# Josef Schreder
Josef Michael Schreder (* 22. September 1878 in Weidling; † 2. Juni 1948 ebenda) war ein österreichischer Politiker (CSP). Schreder war von 1931 bis 1932 Abgeordneter zum Landtag von Niederösterreich.
Schreder war als Bauer und Bäckermeister tätig und hatte ab 1919 das Amt des Vizebürgermeisters inne. Danach war er zwischen 1922 und 1932 Bürgermeister. Ihm wurde der Berufstitel Ökonomierat verliehen. Schreder vertrat die Christlichsoziale Partei zwischen dem 30. September 1931 und dem 21. Mai 1932 im Niederösterreichischen Landtag. 